# Prä-aksumitische Periode
Als die Prä-aksumitische Periode wird in der Archäologie die Periode nach dem Neolithikum, vor der Gründung des Reiches von Aksum im mittleren Afrika bezeichnet. Es handelt sich um den Beginn der Geschichtlichkeit in Äthiopien und ist damit mit dem Reich von Da’amot verbunden.
Es finden sich der erste Gebrauch von Eisen und Kupfer. Es ist unsicher, ob es hier auch eine Bronzezeit gab, oder ob auf das Neolithikum gleich die Eisenzeit folgte. Es kommen jedenfalls monumentale Architektur, Inschriften und importierte Luxuswaren auf. Dies wird oft mit der Ankunft von Siedlern aus Südarabien verbunden.